# Семёнов, Александр Павлович
Алекса́ндр Па́влович Семёнов (род. в сентябре 1922 г.) — российский учёный-материаловед, специалист в области трения, износа и смазки машин, заслуженный деятель науки и техники РСФСР.

## Биография
В 1945 году окончил Московский авиационный технологический институт по специальности «Технология машиностроения», в 1949 — аспирантуру.
С 1949 г. работает в Институте машиноведения АН СССР (с 1991 РАН): младший научный сотрудник, старший научный сотрудник, заведующий лабораторией исследования износа при высоких температурах (1973—1988), с 1988 — главный научный сотрудник лаборатории.

## Научная деятельность
В 1952 году защитил кандидатскую, в 1964 — докторскую диссертацию. Профессор (1974).
Провёл исследования схватывания металлов, трения и контактного взаимодействия материалов при высоких температурах (до 2000 градусов Цельсия), разработал материалы и технологии производства подшипников скольжения, в том числе для работы в экстремальных условиях.
В 1960-е годы разработал технологию изготовления металлофторопластового материала на основе дисульфида молибдена, что придало ему дополнительные смазочные свойства. На основе этой технологии были созданы подшипники сухого трения для узлов вертолётов Ка-26, Ка-25, Ка-27.
Член Учёного совета Института машиноведения, квалификационных докторских советов при Институте машиноведения и ВНИИЖТ. В 1994 г. номинировался в члены-корреспонденты РАН (Отделение проблем машиностроения, механики и процессов управления), но не был избран.
Автор более 350 научных работ, в том числе 17 монографий и 50 патентов (авторских свидетельств).

### Избранные труды
- Воронин Н. А., Семенов А. П. Смазочные покрытия газодинамических подшипников. — М.: Наука, 1981. — 88 с. — 1950 экз.
- Григоров А. И., Семенов А. П. Обработка газовых подшипников с применением ионного распыления. — М.: Наука, 1976. — 123 с. — 1200 экз.
- Истомин Н. П., Семенов А. П. Антифрикционные свойства композиционных материалов на основе фторполимеров. — М.: Наука, 1981. — 147 с. — 1300 экз.
- Кацура А. А., Семенов А. П. Высокотемпературное трение окисных керамик на основе корунда. — М.: Наука, 1974. — 119 с. — 900 экз.
- Метод оценки противозадирных свойств машиностроительных материалов : Метод. рекомендации : МР-26-81 / ВНИИ по нормализации в машиностроении; [Разраб. А. П. Семенов]. — М : ВНИИНмаш, 1981. — 13 с. — 522 экз.
- Семенов А. П. Изучение схватывания металлов при совместном пластическом деформировании : Автореферат дис. … канд. техн. наук. — М., 1952. — 12 с.
- Семенов А. П. Исследование схватывания металлов при совместном пластическом деформировании. — М.: Изд-во Акад. наук СССР, 1953. — 120 с.
  - Семенов А. П. Схватывание металлов. — 2-е изд., доп. и перераб. — М.: Машгиз, 1958. — 280 с.
- Семенов А. П. Исследование схватывания металлов : (Применительно к трению в машинах и к технол. процессам) : Доклад … д-ра техн. наук. — М.: Б. и., 1964. — 44 с.
- Семёнов А. П. Особенности измерения твердости при сверхмалых нагрузках алмазных и алмазоподобных покрытий // Трение и смазка в машинах и механизмах. — 2010. — № 2. — С. 3-12.
- Семенов А. П. Подшипники скольжения : (К организации новой отрасли машиностроит. производства). — М.: Б. и., 1969. — 71 с. — (Серия C-XI «Научная организация труда и производства. Механизация и автоматизация инженерного и управленческого труда»). — 5000 экз.
- Семенов А. П. Техническая информация о производстве подшипников скольжения на предприятиях Англии / Гос. науч.-техн. ком. Совета Министров СССР. Отд. внешних сношений. — М.: Б. и., 1959. — 27 с.
- Семенов А. П. Трение и адгезионное взаимодействие тугоплавких материалов при высоких температурах. — М.: Наука, 1972. — 160 с. — 1600 экз.
- Семенов А. П., Ковин И. Б., Петрова И. М. и др. Методы и средства упрочнения поверхностей деталей машин концентрированными потоками энергии / Отв. ред. А.П. Гусенков. — М.: Наука, 1992. — 404 с. — 530 экз. — ISBN 5-02-006870-5
- Семенов А. П., Поздняков В. В. Адгезионное взаимодействие и контактное эвтектическое плавление алмаза и графита с металлами : [Доклад] / Междунар. конф. по применению синтет. алмазов в пром-сти. Киев, 14-18 сент. 1971 г. — [Киев] : Б. и., 1971. — 8 с.
- Семенов А. П., Поздняков В. В., Крапошина Л. Б. Трение и контактное взаимодействие графита и алмаза с металлами и сплавами. — М.: Наука, 1974. — 109 с. — 1550 экз.
- Семенов А. П., Поздняков В. В., Матвеевский Р. М. Технология изготовления и свойства содержащих фторопласт антифрикционных материалов : (Основные принципы производства). — М.: Изд-во Акад. наук СССР, 1963. — 64 с.
- Семенов А. П., Савинский Ю. Э. Металлофторопластовые подшипники. — М.: Машиностроение, 1976. — 192 с. — 12500 экз.
- Семенов А. П., Федько Ю. П., Григоров А. И. Детонационные покрытия и их применение : Обзор. — М.: НИИМаш, 1977. — 65 с. — (Серия С-6-3 «Технология металлообрабатывающего производства»). — 2950 экз.

## Награды
- Заслуженный деятель науки и техники РСФСР
- Премия Совета Министров СССР (1984) — за работы по созданию и внедрению в различные отрасли промышленности антифрикционного, не требующего смазки металлофторопластового материала и подшипников из них[3]
- медали[1].